# Burgio
Burgio (sicilianska: Burgiu) är en ort och kommun i kommunala konsortiet Agrigento, innan 2015 provinsen Agrigento, på Sicilien, Italien. Orten ligger omkring 60 km söder om Palermo och omkring 40 km nordväst om Agrigento. Orten har 2 630 invånare (2017) och täcker en yta på 42.2 kvadratkilometer. Den gränsar till kommunerna Caltabellotta, Chiusa Sclafani, Lucca Sicula, Palazzo Adriano och Villafranca Sicula.

## Historik
Det är osäkert när Burgio grundades, men det är känt att orten existerade på 1200-talet. 1282 bjöds Burgios borgmästare, tillsammans med flera andra borgmästare, till Siciliens parlament av Siciliens kung Peter den förste av Aragon.

## Moderkyrkan
Moderkyrkan är Burgios huvudkyrka. Den byggdes under 1100-talet och restaurerades under 1300-talet. Den ligger på en av stadens högsta punkter och har bevarat sina medeltida drag.